# Карфањој (Белуно)
Карфањој (итал. Carfagnoi) је насеље у Италији у округу Белуно, региону Венето.
Према процени из 2011. у насељу је живело 49 становника. Насеље се налази на надморској висини од 405 м.